# Valimba
Valimba, auch ulimba, malimba, ist ein Rahmenxylophon mit 20 bis 24 Klangstäben und Resonatoren aus Kalebassen, das von den Sena, einer bantusprachigen Ethnie im Süden von Malawi und in Zentralmosambik, zur Unterhaltung gespielt wird. Drei in einer Reihe sitzende Musiker mit je zwei Schlägeln bedienen jeweils einen Bereich mit etwa einem Dutzend Klangstäben.

## Herkunft und Verbreitung
Xylophone kommen in weiten Teilen Schwarzafrikas vor: als Soloinstrument, zur Begleitung von Sängern, die Preislieder auf den König singen und Geschichten erzählen, also in einem formellen Stil am Hof auftreten, und des Weiteren in einem Ensemble bei Tanzveranstaltungen. Die Chopi in Mosambik spielen bis zu 25 unterschiedlich große timbila (Sg. mbila) zugleich. Neben kleinen Xylophonen für einen Spieler, können maximal sechs Musiker an einem großen Instrument agieren. Letzteres ist bei Holmxylophonen der Fall, bei denen die Klangstäbe über zwei Bananenstämme gelegt werden. Solche Xylophone werden vor jedem Spielbeginn eigens aufgebaut, dagegen sind Rahmen-, Kasten und Trogxylophone vorgefertigt. Bei Rahmenxylophonen sorgen untergehängte Kalebassen zur Resonanzverstärkung; diesem Zweck dient bei Kasten- und Trogzithern (inanga) der Korpus. Kalebassenresonatoren sind auch unter den Klangplatten von kleinen Tragbügelxylophonen üblich, die an einer Schnur um den Hals gehängt und im Stehen gespielt werden.
Das Verbreitungszentrum der valimba ist der Unterlauf des Shire im Süden von Malawi um die Stadt Nsanje und im angrenzenden Mosambik. Dorthin gelangte das Instrument über Mosambik von weiter östlich. Das südliche Verbreitungsgebiet der Holmxylophone in Ostafrika ist Nordmosambik, wo sich das mangwilo mit sechs bis sieben Klangstäben findet. In Nordmosambik fand Gerhard Kubik 1963 auch ein mambira genanntes Trogxylophon mit 17 Klangplatten, das aus einem zusammengenagelten Holzkasten bestand und Vergleiche mit indonesischen Instrumenten hervorruft.
Über die allgemeine Herkunft und Ausbreitung der afrikanischen Xylophone wurde kontrovers diskutiert. Arthur Morris Jones (1889–1980) vertrat die These, dass Afrika im 1. Jahrtausend von Indonesien aus kolonisiert worden sei. Auf diesem Weg seien in erster Linie Xylophone aus Java, wo sie im Gamelan vorkommen und Doppelhandglocken (gankogui in Westafrika, ähnlich dem kemanak in Java) nach Afrika gekommen. Vor allem afrikanische Musikethnologen warfen Jones vor, dass er sich nur mit musealen Musikinstrumenten beschäftigte und wenig Feldforschung betrieb und lehnten einen großen Teil seiner Thesen ab, auch weil archäologisch – im Unterschied zu Madagaskar – auf dem afrikanischen Festland kaum beweiskräftige Funde für eine indonesische Besiedlung aufgetaucht sind. Demgegenüber wird die Theorie akzeptiert, wonach die madagassische Bambusröhrenzither valiha und die ostafrikanischen Plattstabzithern zeze wahrscheinlich auf einen malaiischen Kulturimport zurückgehen.
Valimba und auf Chichewa ulimba sind nur zwei von mehreren Namen für Xylophone in der Region. Andere Ethnien bezeichnen vergleichbare oder einfachere Xylophone ohne Resonatoren als varimba, marimba, silimba, ngambi (im Shona-Dialekt Ndau) und bachi. Mit diesen und den Namen kalimba, ilimba oder madogo können von Namibia über Mosambik und Sambia bis Tansania auch Lamellophone gemeint sein. Der Wortstamm –limba (oder –rimba) bezeichnet in weiten Teilen Südostafrikas Xylophone und Lamellophone, kommt jedoch außerhalb dieser Region nicht vor. Limba ist in Malawi und in Ostsambia ein Xylophon aus einer Klangplatte, die mit einer Konstruktion aus Stöckchen in einem geringen Abstand über die Öffnung einer großen runden Kalebasse gelegt wird und folglich einen Ton hervorbringt (Eintonxylophon, Topfxylophon). In der Regel bilden vier oder bis zu 20 Eintonxylophone ein Ensemble (alimba, Pl. von limba).

## Bauform
Der Korpus besteht aus einem über zwei Meter langen Rahmen (chisena ntanda) von hochkant gestellten Brettern, die ein schmales Trapez bilden, dessen Form den von der einen zur anderen Seite kürzer werdenden Klangplatten entspricht. Die kürzeren Klangstäbe (Sg. und Pl. mbango, mibango) produzieren einen höheren Ton. Als Holz für Rahmen und Klangstäbe dient wie bei der Sena-Brettzither bangwe afrikanisches Padauk (Pterocarpus angolensis, Chichewa mlombwa, Chisena mulombwa), ein Hartholz, das auch als afrikanisches Teak bezeichnet wird. Der Raum zwischen den Brettern ist mit getrockneten Flaschenkürbissen (Kalebassen; Sena bzidudu, madudu, Chichewa chikasi) ausgefüllt, die so groß wie möglich ausgewählt und mit dem Hals nach oben dicht unter jedem Klangstab fixiert werden. Je tiefer gestimmt die Klangplatte, desto größer sollte die Kalebasse sein. Ist ausreichend Platz vorhanden, kann auch eine zweite Kalebasse unter einer Klangplatte angebracht werden.
Damit die Platten frei schwingen können, kommt auf die Oberkante der beiden Längsbretter eine Auflage aus zu einem Strang gedrehten Grasbüscheln oder ein entsprechendes Bündel aus Bananenblättern (mphuthu). Ein dünner Holzstab wird quer durch beide Grasstränge und durch Bohrungen am Hals der Kalebasse gesteckt, um diese in ihrer Position zu halten. Parallel zu den Grassträngen läuft eine Schnur, die in regelmäßigen Abständen durch Bohrungen in den Brettern gezogen und zur Befestigung um die Polsterauflage geschlungen wird. Um die Klangstäbe am seitlichen Verrutschen zu hindern, wird eine kurze Schlaufe durch an den Auflagepunkten der Stäbe gebohrte Löcher gezogen und mit der Schnur verknotet. Im Unterschied zu dieser Fixierungsmethode stecken die Spieler der Holmxylophone in Uganda (amadinda) und Nordmosambik zunächst dünne Trennstäbe von oben in regelmäßigen Abständen in die Holme und legen dann die Klangplatten dazwischen. An den Rahmenecken rechtwinklig festgenagelte Bretter dienen als Füße für das etwas zu den Spielern auf eine Seite geneigt auf dem Boden aufgestellte Xylophon. Die richtige Höhe bemisst sich nach der Position der Spieler, die auf niedrigen Stühlen in einer Reihe sitzen. Sie  verwenden zwei Schlägel (mithimbo) aus Holzstäben oder dünnen Bambusröhren (tinsungwi), deren Köpfe aus gewickelten Streifen von Autoreifen oder Gummischläuchen bestehen.
Um dem Klang ein feines vibrierendes (nasales) Geräusch hinzuzufügen, werden in die Seiten der Kalebassen ein bis zwei rechteckige Löcher geschnitten und mit Kokons (mvema) von afrikanischen Hausspinnen überklebt, ersatzweise erfüllt Zigarettenpapier oder Zeitungspapier den Zweck. Des Weiteren sorgen die Schwingungen der Membrane für eine deutliche Vergrößerung der Lautstärke. Als Klebemittel dient etwas Maisbrei (nsima). Diese Methode der Klangveränderung durch eine Membran (Mirliton-Effekt) bei afrikanischen Xylophonen wird ebenso bei den Resonanzkörpern mancher Saiteninstrumente angewandt, etwa der Kerbstegzither mvet in Kamerun. Die Auswahl der richtigen Kalebasse hängt von ihrer Klangqualität ab. Die Chopi in Mosambik haben nach Andrew Traceys Beobachtung die Kalebassen an ihrer timbila sorgfältig gestimmt, indem sie die Membran auf die richtige Spannung gebracht und die Öffnung der Kalebasse mit Wachs modelliert haben. Bei Tonaufzeichnungen mit der Kambazithe Makolekole Valimba Band 1991 stellte er dagegen fest, dass sich die Sena-Musiker auf die Formauswahl einer Kalebasse beschränkten. Um ihre Resonanz zu prüfen, wurde sie verkehrt herum von oben mit der Öffnung gegen eine Klangplatte gehalten und diese angeschlagen.

## Spielweise
Eine valimba wird von drei, seltener zwei, stets männlichen Musikern bedient, die nebeneinander auf derselben Seite sitzen. Die tiefsten Klangplatten befinden sich auf der von den Spielern aus gesehen linken Seite. Bei einem Instrument mit 24 Klangstäben der Kambazithe Makolekole Valimba Band waren die Spielpositionen von links nach rechts in magunte (tiefste 13 Klangplatten), pakati (Klangplatten 8 bis 20) und magogo (15 bis 24) eingeteilt. Die am tiefsten klingende Platte wurde nicht verwendet. Platte 2, die tiefste angeschlagene Platte, besaß eine überwiegend rhythmische Funktion. Platte 3 bestand aus zwei übereinanderliegenden Hölzern, die als gelegentlichen Effekt ein Rasselgeräusch hervorbrachten. Bei manchen Musikstücken trat die Gruppe mit nur zwei Spielern an der valimba auf.
Die Klangplatten der valimba sind annähernd äquiheptatonisch gestimmt, dabei wird die Oktave im Idealfall in sieben gleiche Tonstufen unterteilt, deren Intervall 171 Cents beträgt. Während die Messergebnisse bei der Brettzither bangwe und der valimba grob mit diesem Wert übereinstimmen, weichen die Intervalle beim Shona-Lamellophon mbira in Mosambik und Simbabwe deutlicher ab. Außer dem Verbreitungsgebiet der valimba entwickelte sich die äquiheptatonische Tonfolge in Afrika bei den Chopi in Mosambik und im Osten von Angola. Anfang des 20. Jahrhunderts wurde sie in Ghana und in Benin City (Nigeria) dokumentiert. Wegen der zugrundeliegenden Vorstellung äquiheptatonischer Intervalle können Musikstücke nach einer Pause oder bei anderer Gelegenheit in unterschiedlichen Tonhöhen wiederaufgenommen werden, weil alle Klangstäbe für die Melodiebildung gleichwertig sind. Es muss nur beachtet werden, dass der Tonraum eines zyklisch angelegten Stücks innerhalb des Tonumfangs der valimba von gut dreieinhalb Oktaven liegt.
Ein Begleitinstrument eines Xylophon-Ensembles ist die kleine einfellige Zylindertrommel gaka, deren Durchmesser und Höhe gut 20 Zentimeter betragen. Sie steht mit drei Beinen auf dem Boden und wird häufig vom Spieler der hohen Platten (magogo) mit einer Hand geschlagen, während er mit einem Schlägel in der anderen Hand das Xylophon bedient. Eine etwas größere Trommel (jenje), die mit einem Stock und einer Handfläche geschlagen wird, begleitet im Westen von Mosambik und im angrenzenden Simbabwe Lamellophon-Ensembles. Die gaka hält üblicherweise den Grundschlag. Ein weiterer Musiker schüttelt zwei Stielrasseln (nkhocho), die aus mit Steinchen gefüllten leeren Spraydosen bestehen, und tanzt gelegentlich dazu. Außer der einen Trommel und Rassel spielt die valimba nicht mit weiteren Instrumenten zusammen. Manchmal werden eine große und kleine valimba kombiniert.
Anders als bei der mbira dza vadzimu, deren religiöse Bedeutung mit einer traditionellen Spielweise gewürdigt wird, genießen die Musiker bei der valimba die Freiheit, nach eigenem Geschmack Melodiemuster und Rhythmen verschiedener Herkunft zu verwenden und neue mit alten Stücken zu mischen. Überwiegend treten die Ensembles bei Bierfeiern und Hochzeiten auf, abends zur anlasslosen Unterhaltung, um den Tanz von Frauen, Mädchen und Jungen zu begleiten. In seltenen Fällen spielen sie auch bei Begräbnissen, jedoch nur, falls keine christliche Begräbnisfeier stattfindet, an der sonst die versammelte Gemeinde Kirchenlieder singt. Kambazithe Makolekole, der Leiter der gleichnamigen Gruppe, gab 1991 an, er würde auch bei von einem Geist Besessenen spielen, falls dieser Geist mit valimba-Musik in Beziehung stehe. Die Behandlung von Besessenen ist ansonsten Aufgabe des Vimbuza-Rituals.
Ulimba heißt auch ein von Männern und Frauen aufgeführter Kreistanz, der zur Begleitung von einem oder mehreren Xylophonen zur Unterhaltung aufgeführt wird, wobei sich die Tänzer im Uhrzeigersinn um die Musiker in der Mitte bewegen. Begräbnisfeiern nach der Bestattung dauern die ganze Nacht von abends bis zum Sonnenaufgang.

## Diskografie
- Southern and Central Malawi. Nyasaland. 1950, ‘57 ‘58. Mang’anja, Cewa, Yao. Feldaufnahmen von Hugh Tracey. International Library of African Music / SWP Records 013, 2000, Titel 9
- From lake Malawi to the Zambezi. Aspects of music and oral literature in south-east Africa in the 1990s. Feldaufnahmen von Moya Aliya Malamusi. Popular African Music, pamap 602, 1999, Titel 2